# Sedum nothodugueyi
Sedum nothodugueyi är en fetbladsväxtart som beskrevs av Kun Tsun Fu. Sedum nothodugueyi ingår i Fetknoppssläktet som ingår i familjen fetbladsväxter. Inga underarter finns listade i Catalogue of Life.